# Fūma no Kojirō
Fūma no Kojirō (風魔の小次郎 lit. Kojirō del clan Fūma?) es una serie de manga escrita e ilustrada por Masami Kurumada. Fue adaptada a dos series de OVAs y una película anime. El manga fue publicado entre 1982 y 1983 en la revista Shōnen Jump, y más tarde fue compilado en 10 volúmenes tankōbon. El manga fue creado posteriormente a Ring ni Kakero y antes de Saint Seiya; en la serie se pueden ver muchos de los detalles que el autor introdujo en la primera de éstas (Ring ni Kakero), y otros que serían utilizados en la otra (Saint Seiya), de la que es el más claro precursor dentro de la obra del autor.
Tanto la versión en anime como la del manga nunca ha llegado a España ni a Hispanoamérica. En Italia se editaron las 2 series de OVAs y la película, por medio de Italia dinámica, también fueron dobladas en Francia las dos primeras sagas y en Brasil se editó la serie en VHS bajo el título de Os Guardiões do Universo.
Todos los 12 episodios y la película, se publican en Japón en DVD.

## Argumento
La serie se puede dividir en 3 partes o sagas:
La primera historia nos sirve como introducción. En ella se narra la lucha entre dos clanes rivales, el clan Fuma, al que pertenece el protagonista, Kojirō; y el clan Yasha, enemigo del clan Fuma. Kojirō recibe la petición de ayuda de un instituto que se ve asediado por problemas de violencia. Éste decide ir porque la chica que se lo pide es muy guapa. Al poco de llegar, Kojirō comprueba que el problema va más allá, ya que descubre que las peleas no son más que una tapadera del intento de conquista de la zona por el clan rival, Yasha. A lo largo de la saga, se narran lo numerosos combates entre los miembros de ambos clanes, que se zanja finalmente con la victoria del clan Fuma, en un combate final entre Musashi y Kojirō, llevando ambos espadas sagradas. Fue adaptada al anime en 6 OVAs.
La segunda revela que Kojirō y algunos personajes que aparecen en la primera parte son en realidad guerreros del Cosmos. A lo largo de esta serie se libra una lucha a muerte entre los combatientes del Cosmos, y los del Caos, comandados por el emperador Caos. El fin de la guerra es hacerse con el control de las 10 espadas legendarias y dilucidar el final de una batalla que comenzó 4000 años antes. Fue adaptada al anime en 6 OVAs.
Por último, una tercera parte nos cuenta una revuelta interna dentro del clan Fuma. Esta parte fue adaptada a la animación en forma de película.

## Personajes

### Clan Fuma
- Kojirō (小次郎?): Protagonista indiscutible de la serie y perteneciente al clan Fuma, impetuoso, valiente y leal a sus compañeros, rara vez se echa atrás ante el peligro aún a riesgo de su propia vida, durante la serie tendrá que hacer frente a muchos obstáculos, entre sus ataques se encuentran el Tornado de Fuma (Fuma Reppun) o la Mancha de Fuma, utilizados muy pocas veces. Se le otorgará la primera espada santa, la Fūrinkazan.
- Ryōma (竜魔 Dragón mágico?): Coprotagonista de la serie junto con Musashi, debido a que le falta el ojo izquierdo, Ryōma es apodado el dragón tuerto o dragón de un solo ojo (Tokugan Ryu Ryōma), está dotado de poderes psíquicos, pues es un Guerrero Psíquico (Saiikiku Soruujaa) y gracias a ello es capaz de controlar y leer la mente de sus adversarios. Su ataque maestro sin lugar a dudas es el Shikyoken (La espada del espejo de la muerte) con la que es capaz de aprisionar a sus enemigos dentro de un espejo, hecho que le otorga el don de ser uno de los personajes más atractivos de la serie.
- Shōryū (小龍 Dragón Pequeño?): Éste, es un personaje que aparece para suplir la falta de Kou su hermano gemelo y como él tiene en su haber el poder de controlar diversas técnicas de combate según el color de sus plumas.
- Kōu (項羽 Plumas de la nuca?): El hermano gemelo de Shoryu, es idéntico a él, pues como él, es el único capaz de usar la técnica del Byakkujin (La danza de las plumas blancas), dicha técnica tiene el poder de defender y atacar a la vez. Entre sus otras plumas se encuentran las rojas; que vuelan hacia el enemigo haciendo curvas, las azules; que vuelan en línea recta y las negras; que tienen la característica de esconderse debajo de las anteriores plumas hasta alcanzar el corazón del oponente.
- Kirikaze (霧風 Brisa nublada?): Si cabe, uno de los personajes más carismáticos de la serie, su técnica shinobi es Fuma Genmu (Las ilusiones de Fuma), una técnica con la que es capaz de levantar copias de sí mismo y aturdir al enemigo, también es capaz de controlar la niebla a voluntad y fundirse con ella.
- Ryūhō (劉鵬 Ave Prehistórica?): Uno de los personajes de gran porte pero que no muestra cualidades de combate en el manga.
- Rinpyō (琳彪?): Shinobi que aparece con aires de grandeza pero que es derrotado con facilidad por un Byakko disfrazado de Koû.
- Reira (麗羅 Seda Hermosa?): Este personaje es capaz de controlar los fuegos fatuos reales a través de ilusiones.
- Kabutomaru (兜丸?): El primer kanji de su nombre significa casco, el segundo es "maru" un sufijo japonés para nombres masculinos. Aparece junto a Reira, pero es derrotado con facilidad por Musashi Asuka.
- Komomo (小桃 Pequeño melocotón?): Amiga de la infancia de Kojirō que más tarde se convertirá en su discípula.
- Kojirō (小次郎?): Personaje que aparece como discípulo del verdadero Kojirō en Fuma: Yagyu Ansatsu Chō con un gran parecido a él, es apodado por Komomo como "Tora".
- Juzō (十蔵?): Un miembro del clan Fuma que aparece únicamente en la saga Hanran del manga, es traicionado y muerto por Raien, uno de sus compañeros del clan.
- Raien (雷炎 Llamas relampagueantes?): Es un miembro del clan Fuma que aparece en la saga Hanran tanto en el manga como en el anime. En el manga, después de acabar con Juzō en el Valle de los Abismos, cita a Shōryu con el fin de acabar con él. En realidad, Raien no es más que una simple marioneta cuyos hilos son controlados por el Mind Control de Shimon que quiere convertirse en el nuevo líder de Fuma.
- Muma (夢魔 Pesadilla?): Es un miembro del clan Fuma y un Guerrero Psíquico como Ryōma. Se caracteriza por llevar la cara vendada, al igual que el resto de supervivientes del clan, está siendo manipulado por el Mind Control de Shimon. Se enfrentará a Ryōma y justo antes de rebelarle a su contrincante el nombre del culpable de la rebelión muere a manos del Keyword, una temible técnica que Shimon ha lanzado a todas sus marionetas y cuya función es llevar al suicidio a aquel que tenga la intención de delatarle.
- Sōsui (総帥 Líder o Jefe?) El líder del clan Fuma, también llamado "Hermano Supremo" (anchaa) por el resto del clan.
- Raizō (雷蔵 Caja de truenos?)

### Sin clan
Estos personajes no pertenecen a ningún clan de shinobis
- Musashi Asuka: Perteneciente al instituto Seishkan, Musashi es uno de los ejes principales de las dos primeras sagas, este personaje no pertenece a ningún clan, es un mercenarío que solo mata por dinero, de hecho es contratado por el clan Yasha para acabar con el clan Fuma. Al igual que Ryōma, es un guerrero psíquico capaz de leer y controlar las mentes de otros, Musashi tiene una hermana pequeña que padece una enfermedad mortal, Erina Asuka, por la que velará tanto en la primera como la segunda saga, así pues, Musashi es poseedor de la segunda Espada Santa, la Ōgonken.
- Erina Asuka es hermana menor de a Musashi, se la demustra como una niña dulce y amable, además de tener un cariño muy grande a su hermano, muere en el final de la primera parte de la serie.
- Ranko Yagyu
- Renya Yagyu
- Himeko Hojo es la directora del instituto Hakuo, ella es la que manda la petición a Kojiro de poner orden en la escuela, este último está enamorado de ella.

### Clan Yasha
- Princesa Yasha (夜叉姫 Yasha hime?)
- Kōsuke Mibu (壬生 攻介?) Fue el primero en enfrentar a Kojiro, hiriéndolo de gravedad en su primera batalla, luego Kojiro va a enfrentarlo nuevamente derrotándolo, su espada fue tallada de la madera de un árbol de 3.000 años.
- Tsukikage (月影 Sombra de la Luna?)
- Mizukage (水影 Sombra del agua?)
- Yamikage (闇影 Sombra de la oscuridad?)
- Anki (闇鬼 Demonio de la oscuridad?)
- Kagerō (陽炎 Fuego solar?)
- Raiden (雷電 Truenos y relámpagos?)
- Byakko (白虎 Tigre Blanco?) lucho contra Kou, siendo derrotado por este y suplantado por uno de sus compañeros, tomo la forma de Kou para infiltrarse en el clan Fuma, matando a Rinpyō,luego muere a manos de Shoryu cuando descubre que en realidad no es su hermano.
- Yōsui (妖水 Agua fantasmal?) :aparece deteniendo con sus esposas a Kojiro, cuando este va a enfrentar a Musashi, aunque es derrotado sin dificultad por este.
- Shiranui (不知火 Luz fluorescente?)
- Shien (紫炎 Llamas Violáceas?)
- Kurojishi (黒獅子 León Negro?)

### Clan Hida
Clan aparecido únicamente en la versión manga y del que solo se nos da a conocer al líder
- Cruz Ryūōin: El Rey Imperial del Drágon.

### Guerreros del Cosmos
En total comprende 5 guerreros portadores de una espada santa cada uno, los tres primeros son Kojirō, Musashi y Ryōma, mientras que los nuevos guerreros que aparecen serían solo dos:
- Sōshi Date Aparece por primera vez interrumpiendo a Kojiro y a Musashi quienes estaban por entablan una pelea, afirmando que le pregunten a sus espadas si debían unir fuerzas, luego suplanta a Kojiro en su pelea contra Dabide no tardando en derrotarlo.Muere junto con Shura en la última batalla por las 10 espadas santas.
- Sigma (Shiguma) Aparece cuando Kojiro atraviesa un hueco con la Byakkuroken, luego de escalar una montaña, luego acompaña a Kojiro, Soshi y a Ryoma en la batalla por las espadas santas, muriendo en la pelea junto con Chacal cuando desaparecen al chocar sus ataques, porta la Byakkuroken.

### Guerreros del Caos
- Emperador Caos (Kaosu Kotei): en su poder está la Hōoutenbu.

#### Verdaderos elegidos
- Mero: Interrumpe la batalla que estaban entablando Musashi y Shura, llevando a este último con el emperador del Caos, dueño legítimo de la Raikoken.
- Ozu: Poseedor de la Seiranken.
- Chacal (Jakkaru): es el verdadero dueño de la Shikōken, en la lucha por las espadas santas se enfrenta a Sigma desapareciendo con el al final del combate.
- Shura: Aparece junto con Shura y Arthur ante Musashi, Kojiro y Soshi, quien congela a estos últimos dos siendo Musashi inmune ya que es un guerrero psíquico, luego Shura ataca a Musashi con el recuerdo de su difunta hermana, hasta que Musashi lo ataca dejándolo desangrado, reaparece en la lucha por las 10 espadas santas luchando contra Soshi quien, toma ventaja usando el poder ilusorio de su espada, hasta que Soshi logra safarse y luego ambos mueren apuñalados por sus espadas, es dueño de la Hishoken de las ilusiones.
- Ox: Aparece por primera vez disculpándose por haberse retrazado ante el emperador Caos.

#### No elegidos
- Rasha: empuña la Raikoken.
- Shion: No porta ninguna espada, aparece junto a Rasha.
- Arthur (Aasaa): aparece junto con Shura y Dabide, se enfrenta y es vencido por Kojiro, usa la Shikōken pero no pudo liberar todo el poder de esta espada debido a que no es su portador original.
- Dabide: aparece junto con Arthur y Shura, tiene un muy breve enfrentamiento contra Kojiro, pero este último es suplantado por Soshi debido a la ceguera de Kojiro, siendo derrotado por Soshi, utiliza la Jujiken.

## Espadas Santas
Cuenta una antigua leyenda que antaño existían la Tierra y el cielo, los humanos habitaban la Tierra, pero ésta se encontraba privada de luz, por el contrario el cielo estaba habitado por los Dioses y gozaban de la luz del paraíso.
Para llevar la luz a la Tierra, los dioses forjaron diez espadas santas y las depositaron en la Tierra, los dueños de las espadas deberían ser hombres capaces de convocar a los vientos de la esperanza, pero uno de ellos, Caos, quiso tenerlas todas en su poder, y durante 4000 años los guerreros destinados a empuñar las espadas renacerán gracias al samsara (Rinnei Tensei; muerte y reencarnación) y se verán obligados a luchar una y otra vez hasta que uno solo logre la victoria.
La guerra se llama:"La guerra de las espadas sagradas".
1. Fūrinkazan: si desglosamos los kanjis obtenemos; Viento, árbol y volcán, pero Fūrinkazan es un dicho japonés que en castellano significa: rápida como el viento, silenciosa como el bosque, atrevida como el fuego e inmóvil como las montañas, el lema de dicha espada.
2. Ōgonken: Espada de Oro portada por Musashi, quien no sabía que la portaba, hasta su enfrentamiento contra Kojiro en el final de la primera parte.
3. Raikoken: Espada Relampagueante portada por Mero, esta espada depende de sus colmillos para liberar todo su poder.
4. Gurenken: Espada Carmesí portada por Soshi.
5. Shikōken: Espada de Luz Violeta portada ilegítimamente por Arthur y perteneciente originalmente a Chacal.
6. Jujiken: Espada de la Cruz, portada ilegítimamente por Dabide y originalmente por Ox.
7. Hishōken: o Genmu Hishoken, Espada de Hielo ilusorio, literalmente, Espada de Agua volante de las Ilusiones, portada por Shura.
8. Byakkuroken: La espada de las almas blancas portada por Sigma.
9. Seiranken: Espada de la Tormenta, literalmente Espada que controla las tormentas, portada por Ryoma después de que Soshi le contara que él es su verdadero portador.
10. Hōōtenbu: su nombre significa, Fénix, el dios de los cielos

## Música
En Japón se publicaron 2 CD musical de Fuma no Kojiro:

### Openings
- DON'T GO AWAY (episodios 1 a 6)
- SHOUT (episodios 7 a 12)

Compositor: Hidekazu Aoki / Intérprete: NIGHT HAWKS / (CBS-SONY RECORDS)
- Kaze no Soldier (OVA 13)

Compositor: Masami Kurumada / Canta: Hidemi Miura / (Sony Records)

### Endings
- GOOD-BYE MARRY (episodios 1 a 6)
- ON MY WAY (episodios 7 a 12)

Compositor: Hidekazu Aoki / Canta: NIGHT HAWKS / (CBS-SONY RECORDS)
- Ano hi kaze no naka de... (OVA 13)

Compositor: Masami Kurumada / Canta: Hidemi Miura / (Sony Records)
- Datos: Q1392162